# Lampades

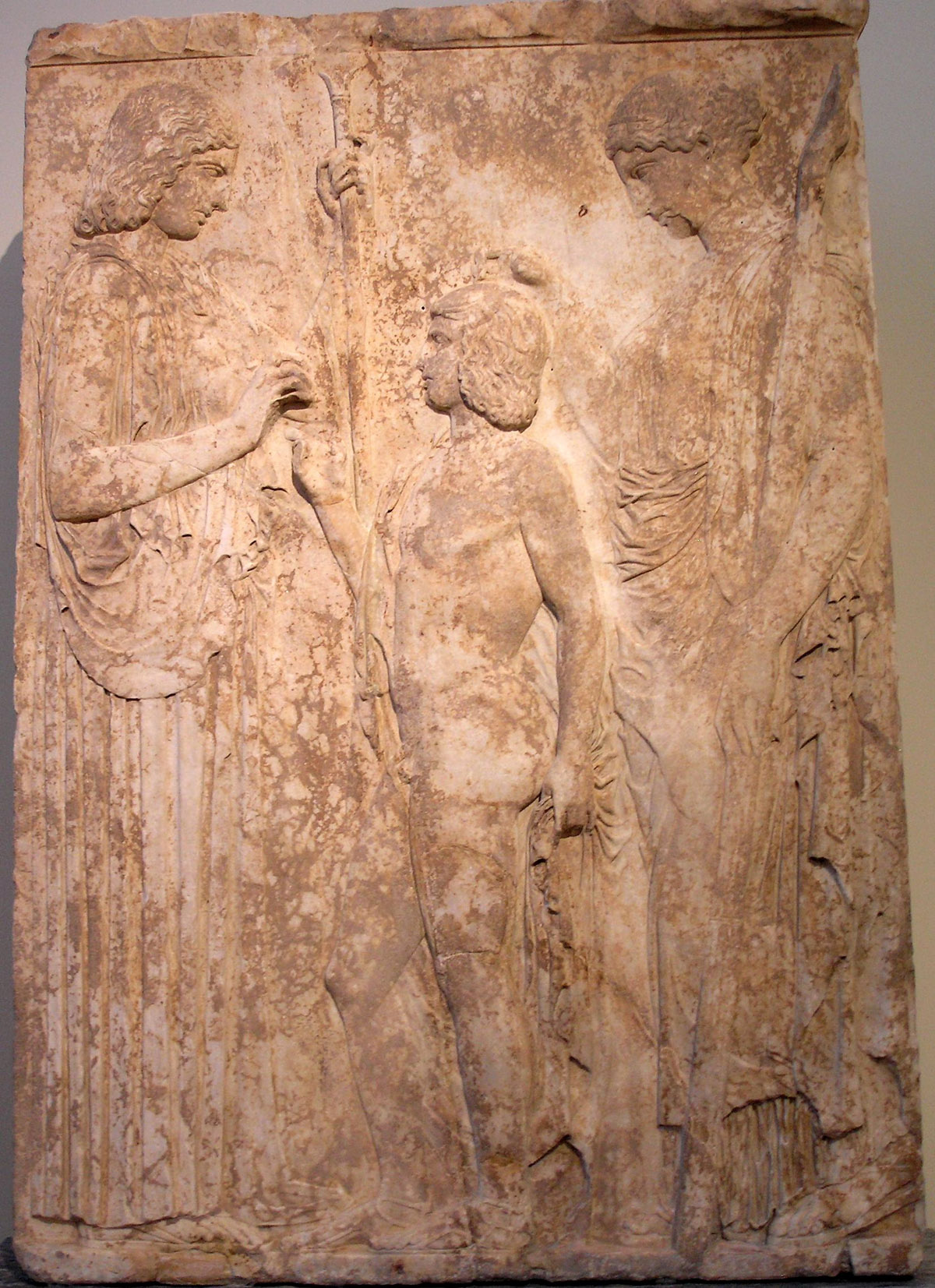
Grande stèle des mystères d'Éleusis : Déméter remet les grains à Triptolème sous les yeux de Coré. Musée national archéologique d'Athènes.

Dans la mythologie grecque, les lampades sont des nymphes chthoniennes des Enfers. Elles accompagnent la déesse Hécate. Elles sont associées aux mystères d'Éleusis. Leur nom est à l'origine du mot « lampadaire », les lampades portaient en effet des torches lumineuses.
Le nom romain des Lampades est Avernales nymphae (« nymphes infernales »).

## Étymologie
Leur nom vient du grec ancien Λαμπάδες / Lampádes, dérivé de λαμπαδόεις / lampadoeis et λαμπαδόεσσα / lampadoessa au féminin, qui signifie « qui porte un flambeau ». Ces formes viennent elles-mêmes de λαμπάς / lampas : « flambeau ».

## Mythologie
Compagnes d'Hécate, la déesse grecque de la sorcellerie et des carrefours, elles sont un cadeau de Zeus pour la loyauté d'Hécate lors de la Titanomachie. Elles portent des torches et accompagnent Hécate dans ses voyages nocturnes et ses hantises. Certains récits racontent comment la lumière des torches des Lampades a le pouvoir de conduire à la folie.
Les Lampades étaient probablement les filles de divers dieux du monde souterrain, Daimôns, des dieux des fleuves des Enfers grecs ou de Nyx.

## Dans la culture populaire
- Les lampades apparaissent dans The Titans, première extension du jeu vidéo Age of Mythology, où elles sont les unités mythiques de la déesse Hécate[3].

## Sources écrites
- Lyrique grec II Alcman, Fragments 63 [édition ?].
- Ovide, Métamorphoses [détail des éditions] [lire en ligne] (V, 539).
- Stace, Silves [détail des éditions] (II, 4, 100).